# Obyknovennyj čelovek
Obyknovennyj čelovek (Обыкновенный человек) è un film del 1956 diretto da Aleksandr Aronovič Stolbov.